# 今泉文乃
今泉 文乃（いまいずみ あやの、4月29日 - ）は、日本の舞台女優、声優。劇団あかぺら倶楽部所属。

## 略歴
中学生までは秋田県に住んでいた。
勝田声優学院卒業生。
以前はアールグルッペに所属していた。

## 人物
趣味は買い物、インターネット、夜更かし、ネイルアート、天使もの収集、テレビゲーム、風水。特技はペーパーフラワー、ビーズアクセ作り、秋田弁、衝動買い。免許・資格は普通自動車運転免許、書道2段、硬筆2段。

## 出演
太字はメインキャラクター。

### ゲーム
- 東京魔人學園外法帖（2002年、風祭澳継、花音）
  - 東京魔人學園符咒封録（2004年、風祭澳継、他）
  - 東京魔人學園外法帖血風録（2004年、風祭澳継、花音）
- C.A.T〜サイバーアタックチーム〜（2003年、佐伯香菜）
- 九龍妖魔學園紀（2004年、八千穂明日香）
  - 九龍妖魔學園紀 re:charge（2006年、八千穂明日香）
  - 九龍妖魔學園紀 《ロゼッタ協会》極秘ファイル 皆神山の謎を追え！（八千穂明日香）
  - 九龍妖魔學園紀 ORIGIN OF ADVENTURE（2020年、八千穂明日香[5]）
- プリンセスバレリーナ〜夢みる4人のプリマドンナ〜（2008年、マルガレーテ・イツムラ）
- くるくる◇プリンセス 〜ときめきフィギュア☆めざせ!バンクーバー〜（2009年、キム・ソヨン）

### ドラマCD
- 九龍妖魔學園紀（全2巻 八千穂明日香）
  - サウンドトラック 九龍妖魔學園紀〜失われた第三のディスク（八千穂明日香）
- 東京魔人學園外法帖・妖鬼譚（全2巻　風祭澳継、花音）
- 東京魔人學園外法帖・陽炎（風祭澳継）
- 妖都鎮魂歌〜Tokyo Requiem〜（全2巻　乃木坂恵）

### 舞台
- 驟雨（家政婦）
- 隣の花（雛子）
- ラヴ（高沢比呂子）
- 母のプライド（照子）
- パパ・アイ・ラヴ・ユー（看護婦）
- 八人の女-Huit Femmes-（カトリーヌ）
- 法王庁の避妊法（津島より子）
- MOTHER～君わらひたまふことなかれ～（平塚明子）
- フユヒコ（寺田早月）
- 二兎物語～Run for Your wIFE～」（バーバラ・スミス）
- のばらの庭（朝子）
- funny Money（ジーン・パーキンズ）
- とうていありえない作り話～Improbable Fiction～（ヴィヴィ・ディキンズ）
- 夫婦レコード（島本優子）

### ラジオ
- 東京魔人學園放送部（マンスリーパーソナリティー）

### イベント
- 真夏の夜の学園祭（ゲスト出演）
- 大天香祭（ゲスト出演）
- 九龍ピラミッド祭（音声ゲスト）

## ディスコグラフィ

### その他参加楽曲
| 発売日        | 商品名                  | 歌                                                                           | 楽曲       | 備考                               |
| ------------- | ----------------------- | ---------------------------------------------------------------------------- | ---------- | ---------------------------------- |
| 2002年2月23日 | 東京魔人學園外法帖 陽炎 | 堀江由衣、川鍋雅樹、浅川悠、石黒貴之、加瀬康之、増田ゆき、関口英司、今泉文乃 | 「桜之社」 | ゲーム『東京魔人學園剣風帖』関連曲 |